# Franklin Jacobs
Franklin Jacobs (né le 31 décembre 1957 à Mullins) est un athlète américain, spécialiste du saut en hauteur.
Avec un record à 2,32 m, alors qu'il ne mesure que 1,73 m, il détient un des meilleurs différentiels de la spécialité avec le Suédois Stefan Holm.